# Asian Sevens Series
El Asian Sevens Series, también Asia Rugby Sevens Series, es un torneo masculino de selecciones de rugby 7 que se realiza en Asia desde 2009.
Se disputa en formato de circuito de tres etapas y es clasificatorio al Seven de Hong Kong. Su actual campeón es Hong Kong.

## Campeonatos
| Edición | Año  | Campeón       | 2º puesto     |
| ------- | ---- | ------------- | ------------- |
| I       | 2009 | Japón         | Corea del Sur |
| II      | 2010 | Corea del Sur | Japón         |
| III     | 2011 | Japón         | Hong Kong     |
| IV      | 2012 | Hong Kong     | Japón         |
| V       | 2013 | Japón         | Hong Kong     |
| VI      | 2014 | Hong Kong     | Corea del Sur |
| VII     | 2015 | Japón         | Hong Kong     |
| VIII    | 2016 | Hong Kong     | Sri Lanka     |
| IX      | 2017 | Japón         | Hong Kong     |
| X       | 2018 | Japón         | Hong Kong     |
| XI      | 2019 | Japón         | Hong Kong     |
| XII     | 2021 | Hong Kong     | Corea del Sur |
| XIII    | 2022 | Hong Kong     | Corea del Sur |
| XIV     | 2023 | Japón         | Hong Kong     |
| XV      | 2024 | Hong Kong     | Japón         |

## Posiciones
- Número de veces que las selecciones ocuparon las dos primeras posiciones en todas las ediciones.

| Selección     | Campeón | 2º puesto |
| ------------- | ------- | --------- |
| Japón         | 8       | 3         |
| Hong Kong     | 6       | 7         |
| Corea del Sur | 1       | 4         |
| Sri Lanka     |         | 1         |